# Uncharted (film)
Az Uncharted 2022-ben bemutatott amerikai akció-kalandfilm, melyet Rafe Judkins, Art Marcum és Matt Holloway forgatókönyvéből Ruben Fleischer rendezett, Judkins története alapján. A Naughty Dog által készített azonos című videójátékok eredettörténettől eltérő történetet mutat be "új" formában
. A főszerepben Tom Holland, Mark Wahlberg, Sophia Ali, Tati Gabrielle és Antonio Banderas látható.
A projekt rendezésére eredetileg több rendezőt, David O. Russellt, Neil Burgert, Seth Gordont, Shawn Levyt, Dan Trachtenberget és Travis Knightot is szerződtettek, míg Nathan Drake szerepére Nathan Filliont, Chris Prattet és Wahlberget szemelték ki. Később kiderült, hogy a film Nathan Drake eredettörténete lesz. A főszerepet 2017 májusában kapta meg Holland, a forgatás pedig 2020 júliusában kezdődött.
Az Uncharted 2022. február 10-én kerül a mozikba Magyarországon. Az Egyesült Királyságban február 11-én jelent meg a Sony Pictures Releasing forgalmazásában, IMAX 3D, RealD 3D és Dolby Cinema változatban. Általánosságban vegyes véleményeket kapott a kritikusoktól.

## Rövid történet
Egy tapasztalt kincsvadász összeáll egy fiatal történelem-szakértővel, hogy megszerezzék a Ferdinand Magellán által felhalmozott vagyont, amelyet 500 évvel ezelőtt a Moncada-ház veszített el.

## Cselekmény
Sam és Nathan „Nate” Drake testvéreket elkapja a múzeum biztonsági szolgálata, amikor megpróbálják ellopni a Magellán-expedíció után készült legelső térképet. Az árvaház, ahol mindkét fiú él, elbocsátja Samet. Mielőtt távozik, Sam megígéri Nate-nek, hogy visszatér és egy „Sic Parvis Magna” (minden nagy, kicsiként indul) feliratú gyűrűt ad neki.
Tizenöt évvel később Nate csaposként dolgozik New Yorkban és gazdag vendégeket zsebel ki. Victor „Sully” Sullivan szerencsevadász, aki együtt dolgozott Sammel a Magellán személyzete által elrejtett kincsek felkutatásában, elmagyarázza Nate-nek, hogy Sam eltűnt, miután segített neki ellopni Juan Sebastián Elcano naplóját. Nate az évek során több képeslapot is kapott Samtől.
Nate beleegyezik, hogy segít Sullynak megtalálni a kincset, mert abban reménykedik, hogy egyúttal megtalálja a bátyját.
Sully és Nathan elmennek egy árverésre, hogy ellopjanak egy aranykeresztet, amely a Magellán személyzetéhez köthető. Találkoznak Santiago Moncadával, a Magellán expedícióját finanszírozó Moncada család utolsó leszármazottjával és Jo Braddockkal, a Moncada által felfogadott zsoldoscsapat vezetőjével. Braddock emberei rajtaütnek Nate-en, de az ezt követő dulakodást kihasználva Sully el tudja lopni a keresztet.
A duó Barcelonába utazik, ahol a kincset állítólag elrejtették, és találkoznak Sully kapcsolatával, Chloe Frazerrel, akinél egy másik, hasonló kereszt van. Chloe ellopja az első keresztet Nate-től, de a két férfi meggyőzi, hogy dolgozzanak együtt.
Moncada megtudja apjától, hogy a családi vagyont eladományozzák, ezért megparancsolja Braddocknak, ölje meg az apját, így örökölve helyette a pénzt.
Nate, Chloe és Sully Elcano naplójában található nyomokat követve eljutnak a Santa Maria del Pi templomba és egy titkos kriptát találnak az oltár mögött. Nate és Chloe belépnek és találnak egy csapóajtót, de amikor kinyitják, a kriptát elönti a víz. Sully segít nekik elmenekülni, miután sikeresen elhárítja Braddock rajtaütését. A két kereszt összekapcsolásával Nate és Chloe egy titkos átjárót nyitnak ki és találnak raktárat, benne hatalmas amforákkal, amikben só van. Azonban egy térkép is előkerül, amely szerint a kincs a Fülöp-szigeteken van.
Chloe elárulja Nate-et, fegyverrel kényszeríti, hogy adja oda a térképet, majd leüti. és elveszi a térképet.
Chloe elviszi a térképet Moncadának – a lányt szintén ő bérelte fel, Braddock legnagyobb bosszúságára.
Sully magához téríti Nate-et és elmondja, hogy miután ő és Sam visszaszerezték Elcano naplóját, Braddock megtámadta őket. Samet lelőtték, Sully pedig épphogy megmenekült.
Moncada, Chloe és Braddock csapata egy teherszállító repülőgéppel indul a kincs megkeresésére, de Braddock megöli Moncadát, ezzel vezető pozíciót szerez. Chloe a térképpel együtt elrejtőzik. Nate és Sully titokban felszállt a gépre, majd Nate Chloe-t segítve szembeszáll Braddockkal, közben Sully ejtőernyővel kiugrik. Az ezt követő küzdelem során Nate és Chloe kiugranak a repülőgépből, és a Fülöp-szigeteken landolnak, ahol rájönnek, hogy a térkép nem mutatja meg a kincs helyét. Nate Sam képeslapjainak nyomán rájön a kincs valódi helyére, de hamis koordinátákat hagy Chloe-nak, mivel – helyesen – kételkedik annak hűségében. Felfedezi a Magellán-hajókat és újra találkozik Sullyval. Braddock a nyomukba ered, ami arra kényszeríti Nate-et és Sully-t, hogy elrejtőzzenek, miközben Braddock csapata teherszállító helikopterekkel elszállítja a hajókat.
Menekülésük során Sully eltéríti az egyik helikoptert, ezért Braddock utasítja a másik gépet, hogy közelítsék meg. Nate megvédi magát a zsoldosok ellen és a hajó egyik ágyújával kilövi a másik helikoptert. Braddock ledobja a hajó horgonyát, miközben Nate felmászik a helikopterre. Sully egy zsák összegyűjtött kincset dob Braddocknak, aki a tengerbe zuhan és halálra zúzza magát, amikor a hajó leszakad a helikopterről és ráesik. Amikor a Fülöp-szigeteki haditengerészeti egységek odaérkeznek, Nate és Sully megszöknek előlük a lopott kincsek egy kis részével. Chloe üres kézzel marad, ezért úgy dönt, hogy követi a duót.
A stáblista közepén lévő jelenetben Sam látható egy déli-amerikai börtön rabjaként, ahogyan képeslapot ír Nate-nek.
Egy másik jelenetben Nate és Sully térképet lopnak egy Gage nevű gengsztertől, amely állítólag egy elveszett náci kincshez vezet.

## Szereplők
| Szerep                  | Színész          | Magyar hang    | Leírás |
| ----------------------- | ---------------- | -------------- | --- |
| Nathan „Nate” Drake     | Tom Holland      | Baráth István  | Fiatal szerencsevadász, aki azt állítja magáról, hogy a híres angol felfedező, Sir Francis Drake leszármazottja. |
| Victor „Sully” Sullivan | Mark Wahlberg    | Miller Zoltán  | Szerencsevadász, aki Nate mentora és apafigurája.                                                                |
| Santiago Moncada        | Antonio Banderas | Rátóti Zoltán  | Könyörtelen kincsvadász, a Moncada-család leszármazottja.                                                        |
| Chloe Frazer            | Sophia Ali       | Mikecz Estilla | Szerencsevadász, Nate szerelme.                                                                                  |
| Jo Braddock             | Tati Gabrielle   | Pálmai Anna    | Zsoldos, aki Moncatával működik együtt Nate és Sully ellen.                                                      |
| Sam Drake               | Rudy Pankow      | Miller Dávid   | Nathan elveszett testvére.                                                                                       |

## Marketing
2020 májusában a Sony promóciós partnerséget kötött a Hyundai Motor Grouppal, hogy a filmben bemutassák új modelljeiket és technológiáikat. 2021 májusában egy be nem jelentett kedvcsináló felkerült a Sony egyik promóciós videójába a YouTube-on. A felvételen Tom Holland és Mark Wahlberg látható Nathan Drake és Victor Sullivan szerepében, amint öltönyben és nyakkendőben vesznek részt egy rendezvényen. 2021 októberében debütált az interneten a film első előzetese.

## Bemutató
Az Uncharted 2022. február 18-án került a mozikba az Egyesült Államokban a Sony Pictures Releasing forgalmazásában, IMAX 3D, RealD 3D és Dolby Cinema változatban. A film eredetileg 2016. június 10-én került volna a mozikba, de 2017. június 30-ra halasztották. A filmet később Travis Knight távozása után 2020. december 18-ra, majd 2021. március 5-re csúsztatták. A COVID-19 világjárvány miatt 2021. október 8-ra halasztották. Ezután 2021. július 16-ra, utána pedig 2022. február 11-re, majd a következő hétre helyezték át.
2021 áprilisában a Sony szerződést kötött a Netflixszel és a The Walt Disney Companyval a 2022-2026 közötti filmek – köztük az Uncharted – streaming-jogairól.

## Fordítás
- Ez a szócikk részben vagy egészben  az   Uncharted (film) című angol Wikipédia-szócikk fordításán alapul.  Az eredeti cikk szerkesztőit annak laptörténete sorolja fel. Ez a jelzés csupán a megfogalmazás eredetét és a szerzői jogokat jelzi, nem szolgál a cikkben szereplő információk forrásmegjelöléseként.